# مارمولک شاخدار دم‌گرد
مارمولک شاخدار دم‌گرد (نام علمی: Phrynosoma modestum) یکی از گونه‌های کوچک‌تر از مارمولک شاخدار است. لقب خاص آنها از کلمه لاتین modestum به معنای متواضع یا آرام است. آنها در ایالات متحده، در غرب تگزاس، نیومکزیکو شرقی آریزونا، جنوب شرقی کلرادو و هشت ایالت در شمال مرکزی مکزیک یافت می‌شوند، جایی که به آنها " tapayaxtin " می‌گویند.
مارمولک‌های شاخدار دم‌گرد، زیستگاه صخره‌ای و شنی و نیمه‌خشک با پوشش گیاهی کم، نزدیک به مورچه‌های دروگر یا به‌ویژه کلنی‌های مورچه‌های گلدان عسل را ترجیح می‌دهند که رژیم غذایی اصلی آنهاست.